# 白塚 (市原市)
白塚（しらつか）は、千葉県市原市の姉崎地区にある大字。郵便番号は299-0104

## 概要
市原市の姉崎地区を構成している大字のひとつ。

## 地理

### 隣接町丁字
北は島野、東は廿五里、南は柏原、西は千種と接している。

## 歴史

### 地名の由来
地名は、椎津城番で領民の信望が厚かった白幡六郎の墓（塚）があったことから由来する。現在その塚は消滅している。

## 世帯数と人口
2021年4月1日現在の世帯数と人口は以下の通りである。
| 町丁字 | 世帯数  | 総人口 |
| ------ | ------- | ------ |
| 白塚   | 324世帯 | 666人  |

## 通学区域
市立小学校・市立中学校及び県立高等学校の通学区域は以下の通りである。
| 町丁字 | 小学校             | 中学校             | 高等学校 |
| ------ | ------------------ | ------------------ | -------- |
| 白塚   | 市原市立千種小学校 | 市原市立千種中学校 | 第9学区  |

## 施設
- 白塚保育園
- 白塚館跡

## 交通

### 鉄道
字内はないが、最寄りは姉ケ崎駅である。

### バス
字内に停留所はないが路線は通っている。
- 小湊鉄道（姉崎新田停留所又は白塚陸橋下停留所）
  - 八21系統：八幡宿駅西口〜五井駅西口〜姉ケ崎駅東口〜別荘下
  - 八22系統：八幡宿駅西口〜五井駅西口〜姉ケ崎駅東口

### 道路
1. 国道・県道
  - 房総往還
2. 主な市道
  - 平成通り（市道八幡椎津線）